# FC Pipinsried
El FC Pipinsried es un equipo de fútbol de Alemania que juega en la Bayernliga, una de las ligas regionales que conforman la quinta división de fútbol en el país.

## Historia
Fue fundado en el año 1967 en la ciudad de Pipinsried en Alta Baviera y sus primeros años de existencia los pasó en las ligas regionales enfrentando principalmente a los equipos de Suavia Baviera.
Fue hasta 1979 que consigue jugar por primera vez esn la Bezirksliga, y 10 años después logra el ascenso a la Landesliga, donde permaneció hasta que descendió en 1993. Posteriormente el club pasó entre la Landesliga y la Bezirksoberliga hasta que la Landesliga del Sur desaparece en 2012.
En la temporada 2012/13 logra pelear por la clasificación a la recién creada Bundesliga gracias a la expansión de la Oberliga para esa temporada, pero fue eliminado en la primera ronda. En la temporada 2016/17 logra terminar en tercer lugar de la liga y consigue por la vía del playoff el ascenso a la Regionalliga Bayern por primera vez en su historia.

## Palmarés
- Landesliga Bayern-Südwest: 1

2013
- Bezirksoberliga Schwaben: 1

1999